# Fermež

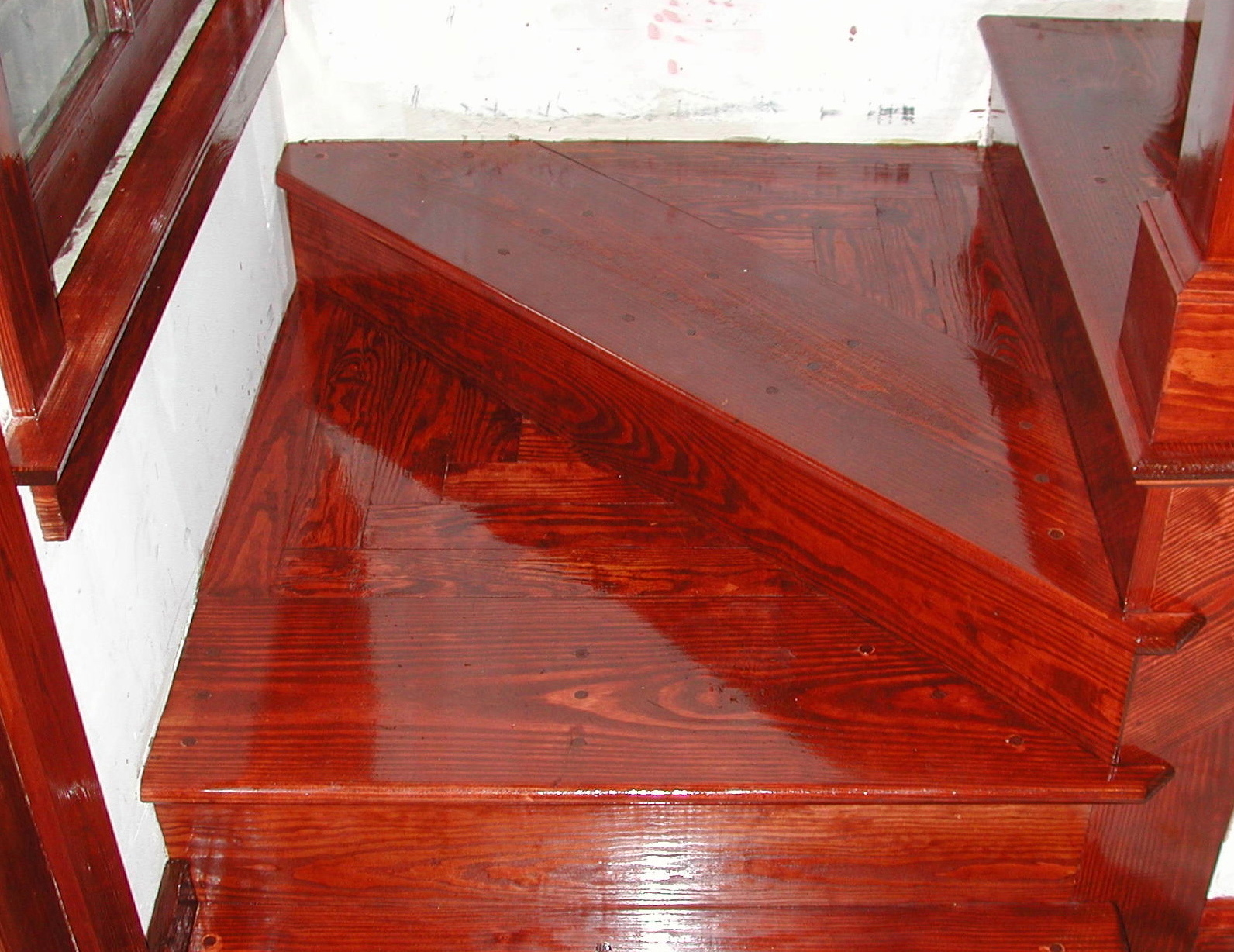
Dřevo napuštěné fermeží

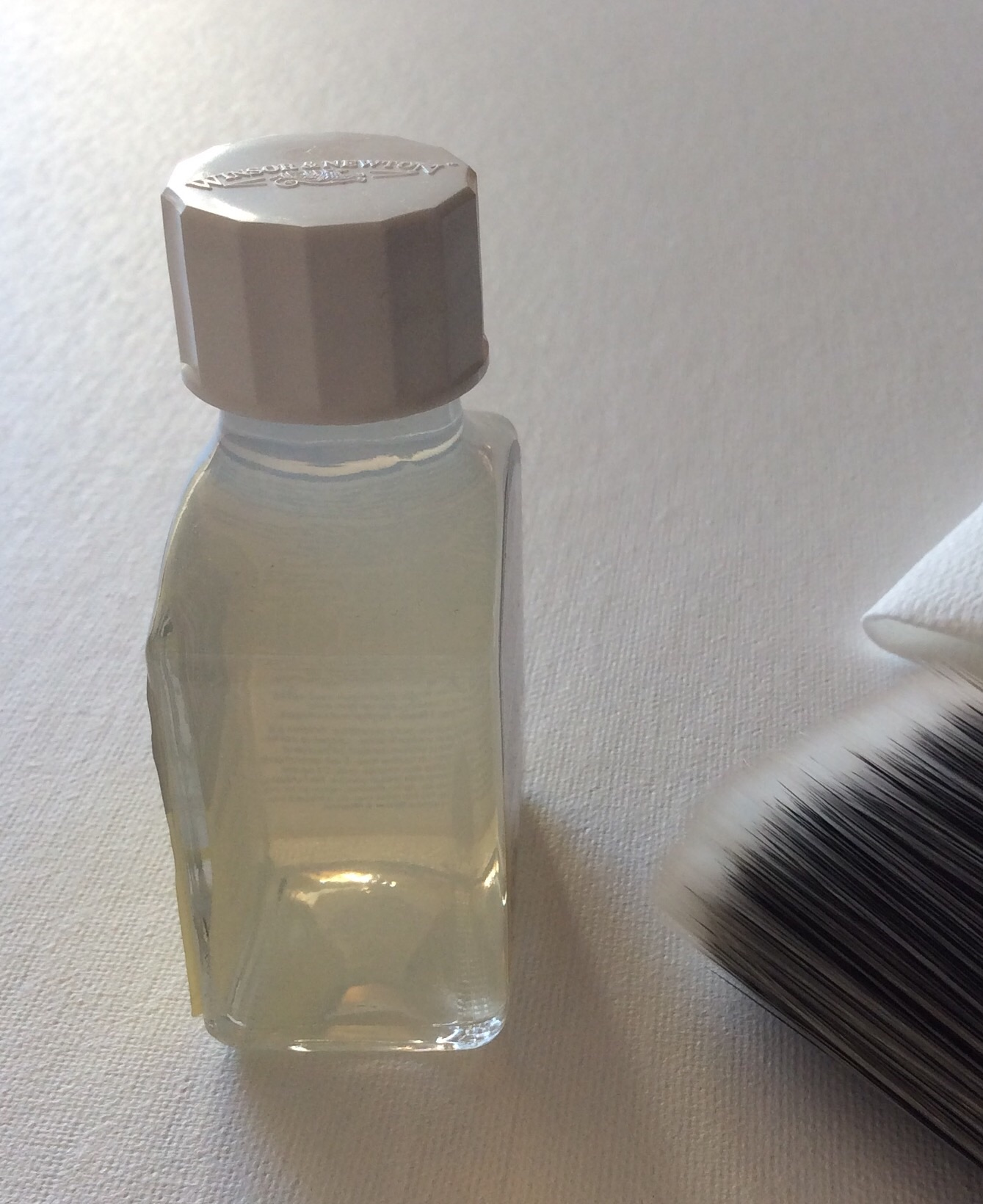
Lahvička s fermeží

Fermež (též lněná fermež) vzniká tepelnou úpravou lněného oleje a používá se jako pojivo v barvách nebo i samotná pro povrchovou úpravu dřeva. Lněný olej zahříváním polymerizuje a oxiduje, čímž houstne a zkracuje se jeho doba zasychání. Dnes bývají výrobky označené jako „lněná fermež“ kombinací lněného oleje, kovových sušidel a případně i ropných rozpouštědel, např. lakového benzinu, pro snížení viskozity (tzv. „napouštěcí fermež“). Použití kovových sušidel činí fermež nepoživatelnou. Existují výrobky, které obsahují lněný olej upravený jen zahřátím, bez vystavení kyslíku. Takto upravený olej je hustší (viskóznější) a zasychá velmi pomalu, i když rychleji než surový lněný olej. Tato třída olejů se obvykle označuje jako „polymerovaný olej“ či „stand oil“.
Tradiční způsob je však napouštění fermeží bez rozpouštědel (fermež lněná), která se zahřeje ve vodní lázni a nanáší se horká, dokud dřevo pije, v několika vrstvách s delším rozestupem. Po několika hodinách se loužičky přebytečné fermeže setřou z povrchu hadříkem. Schne i několik dnů až týdnů. Pro závěrečnou povrchovou úpravu je možno použít včelí vosk zatepla rozpuštěný v terpentýnu. Výhodou je, že fermež neuzavírá dřevo a to dále přirozeně dýchá.